# Marco Antonio Palacios
Marco Antonio „Pikolín” Palacios Redorta (ur. 6 marca 1981 w mieście Meksyk) – meksykański piłkarz występujący na pozycji środkowego obrońcy.
Jego brat bliźniak Alejandro Palacios również był piłkarzem.

## Kariera klubowa
Palacios pochodzi ze stołecznego miasta Meksyk i jest wychowankiem akademii juniorskiej tamtejszego klubu Pumas UNAM, do której zaczął uczęszczać na treningi jako szesnastolatek. Jeszcze zanim został włączony do seniorskiej drużyny, udał się na półroczne wypożyczenie do drugoligowej filii ekipy – Albinegros de Orizaba, w której barwach nie odniósł jednak żadnego poważniejszego osiągnięcia. Po powrocie do swojej macierzystej ekipy zadebiutował w meksykańskiej Primera División w wieku dwudziestu dwóch lat za kadencji szkoleniowca Hugo Sáncheza, 25 stycznia 2004 w wygranym 3:0 spotkaniu z Atlasem. Już w swoim premierowym, wiosennym sezonie Clausura 2004 zdobył ze swoją ekipą tytuł mistrza Meksyku i sukces ten powtórzył również pół roku później, podczas jesiennych rozgrywek Apertura 2004. Wówczas także wywalczył superpuchar Meksyku – Campeón de Campeones, zaś w 2005 roku zajął drugie miejsce w superpucharze, docierając również do finału zarówno najbardziej prestiżowych rozgrywek północnoamerykańskiego kontynentu – Pucharu Mistrzów CONCACAF, jak i drugiego co do ważności turnieju Ameryki Południowej – Copa Sudamericana.
Przez cały ten czas Palacios pełnił jednak rolę rezerwowego dla podstawowego duetu stoperów, który stanowiły wówczas klubowe legendy – Joaquín Beltrán i Darío Verón. Pewne miejsce w wyjściowej jedenastce zapewnił sobie dopiero wiosną 2006, po odejściu pierwszego z nich. Premierowego gola w najwyższej klasie rozgrywkowej strzelił 12 listopada 2006 w wygranej 5:0 konfrontacji z Tigres UANL, zaś w lipcu 2007 udał się na wypożyczenie do niżej notowanego Tiburones Rojos de Veracruz. W barwach ekipy z portowego miasta spędził pół roku, walcząc o utrzymanie w pierwszej lidze, po czym powrócił do Pumas, gdzie stworzył duet środkowych defensorów z Verónem. W rozgrywkach Clausura 2009 zanotował trzecie w swojej karierze mistrzostwo kraju, natomiast po raz czwarty mistrzem Meksyku został w sezonie Clausura 2011, cały czas mając niepodważalną pozycję w pierwszym składzie zespołu prowadzonego wówczas przez Guillermo Vázqueza. Ogółem w barwach Pumas spędził niemal jedenaście lat (występując w tym klubie ze swoim bratem bliźniakiem – bramkarzem Alejandro Palaciosem) i w stołecznej drużynie rozegrał dokładnie trzysta ligowych spotkań.
Wiosną 2015 Palacios na zasadzie rocznego wypożyczenia przeszedł do klubu Monarcas Morelia, gdzie początkowo pełnił rolę podstawowego zawodnika, jednak później relegowano go do roli głębokiego rezerwowego. Nie mogąc znaleźć nowego pracodawcy, został odsunięty od pierwszego zespołu Morelii i jesienią ani razu nie znalazł się w meczowym składzie.
| Sezon     | Klub                        | Kraj   | Rozgrywki  | Mecze | Bramki |
| --------- | --------------------------- | ------ | ---------- | ----- | ------ |
| 2002/2003 | Albinegros de Orizaba       | Meksyk | Ascenso MX | 9     | 2      |
| 2003/2004 | Pumas UNAM                  | Meksyk | Liga MX    | 3     | 0      |
| 2004/2005 | Pumas UNAM                  | Meksyk | Liga MX    | 9     | 0      |
| 2005/2006 | Pumas UNAM                  | Meksyk | Liga MX    | 17    | 0      |
| 2006/2007 | Pumas UNAM                  | Meksyk | Liga MX    | 36    | 1      |
| 2007/2008 | Tiburones Rojos de Veracruz | Meksyk | Liga MX    | 8     | 0      |
| 2007/2008 | Pumas UNAM                  | Meksyk | Liga MX    | 11    | 1      |
| 2008/2009 | Pumas UNAM                  | Meksyk | Liga MX    | 38    | 2      |
| 2009/2010 | Pumas UNAM                  | Meksyk | Liga MX    | 32    | 1      |
| 2010/2011 | Pumas UNAM                  | Meksyk | Liga MX    | 43    | 1      |
| 2011/2012 | Pumas UNAM                  | Meksyk | Liga MX    | 29    | 0      |
| 2012/2013 | Pumas UNAM                  | Meksyk | Liga MX    | 34    | 1      |
| 2013/2014 | Pumas UNAM                  | Meksyk | Liga MX    | 30    | 0      |
| 2014/2015 | Pumas UNAM                  | Meksyk | Liga MX    | 18    | 0      |
| 2014/2015 | Monarcas Morelia            | Meksyk | Liga MX    | 9     | 0      |
| 2015/2016 | Monarcas Morelia            | Meksyk | Liga MX    | 0     | 0      |